# Olaf de Fleur
ne pas confondre avec son exact homonyme, Ólafur Jóhannesson, Premier ministre islandais du 14 juillet 1971 au 28 août 1974.
Olaf de Fleur, de son vrai nom Ólafur Jóhannesson (né le 2 février 1975 à Búðardalur), est un réalisateur et producteur de cinéma islandais.

## Biographie
Olaf de Fleur fait des études de physique à Reykjavík et obtient son diplôme en 1995. 
Il participe ensuite à de nombreux projets cinématographiques, notamment des documentaires. Après avoir travaillé deux ans pour une société de production, il crée sa propre société de production indépendante en 2003, la Poppoli Pictures. Son équipe produit entre autres le documentaire Blindsker: Saga Bubba Morthens, qui remporte le prix du Meilleur documentaire aux Edda Awards (l'équivalent des César en Islande) en 2004, et le documentaire Africa United qui remporte la même récompense l'année suivante.
Il remporte le Teddy Award à la Berlinale 2008 pour son film The Amazing Truth About Queen Raquela, un film qui raconte les mésaventures d’une transsexuelle philippine qui rêve de rencontrer un amant occidental.

## Filmographie
- 2004 : Blindsker: Saga Bubba Morthens (en tant qu’Ólafur Jóhannesson) également titré Blindsker (titre court en Islande)
- 2005 : Africa United
- 2006 : Act Normal
- 2008 : The Amazing Truth About Queen Raquela (en tant qu’Olaf de Fleur)
- 2008 : Stóra planið également titré The Higher Force
- 2009 : Diary of a Circledrawer
- 2011 : Kurteist fólk
- 2011 : Adequate Beings (film documentaire)
- 2011 : Corruptions
- 2014 : Borgríki 2
- 2018 : Les Mauvais Esprits (Malevolent)